# デジタル信号
デジタル信号（、英: digital signal）は時間と振幅が離散値をとる信号である。

## 概要
「量子化・標本化されたアナログ信号」「量子化された離散時間信号」「時間と振幅が離散値で定義された信号」はいずれもデジタル信号である。例として「MP3形式で録音された声」「小数点1桁に丸められた最高気温系列」「波のシミュレーションデータ」はデジタル信号である。
個々の標本値が正確に測定されず（真に正確に測定するには無限の精度が必要である）、ある適当な精度で測定した場合、結果として得られるデータ列はデジタル信号である。多くの場合デジタル信号は2進数で表現されるため、量子化の精度の尺度としてビットが使われる。例えば、ある信号の値を十進で最大2桁で表したいとする。2進7ビットで128個の離散値を表せるので、7ビットあれば十進で100までの値を表すには十分と言える。
デジタル革命の進行に伴い、デジタル信号が活用される場面は急激に増えている（詳細はデジタル信号処理）。最近のメディア、特にコンピュータと接続可能なものは、連続信号だったものをデジタル信号で表していることが多い。例えば、携帯電話、ビデオプレイヤー、ビデオレコーダー、デジタルカメラなどがある。

## 定義
デジタル信号（、英: digital signal）は時間と振幅が離散値をとる信号である。
エレクトロニクス用語とコンピュータ用語とでは指し示す内容が異なる。エレクトロニクス用語でも、デジタル信号処理、デジタル回路、データ転送など、使用される文脈によって指し示す内容に幅がある。

## 関連語

### 離散信号
離散信号はデジタル信号と関連した異なる概念である。離散信号は離散時間信号とも呼ばれ、時間が離散化された信号である。そのため振幅が離散化されているか否かを問わない。これが振幅の離散化（=量子化）がなされているデジタル信号との違いである。

### アナログ信号
アナログ信号はデジタル信号と対照的な概念である。アナログ信号は時間と振幅が連続つまり離散化されていない。よって両者が離散化されているデジタル信号の対義語である。

### デジタルデータ
デジタルデータはデジタル信号と関連した異なる概念である。デジタル信号とデジタルデータの違いは、デジタル信号が伝送あるいや転送など処理されているデジタル情報に視点があり、時間軸を意識した概念である。対して、デジタルデータは、デジタル処理で得られたデジタル情報そのものを指し、保管されたデジタル情報のひとかたまりを指すなど、時間軸における変化を意識しない。デジタル信号をデジタルデータと表現する場合はあるが、その反対は通常ない。

## デジタルシステムでの波形

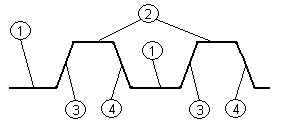
デジタル信号: 1) ローレベル、2) ハイレベル、3) 立上がりエッジ、4) 立下りエッジ

コンピュータ・アーキテクチャや他のデジタルシステムにおいて、2つの電圧レベルを行ったり来たりする波形でブーリアンの値（0 と 1）を表し、これをデジタル信号と呼ぶ。波形を詳細に見ると実際にはアナログ波形であるが、2つの電圧レベルを表現する手段であることから、これをデジタル信号と呼ぶのである。
クロック信号は、デジタル回路の同期に使われる特殊なデジタル信号である。絵で示されている波形はクロック信号の波形と見てもよい。ロジックの状態は立上がりエッジか立下りエッジをきっかけ（トリガー）として変化する。
二値状態は、一般的には電圧で表されるが、一部のロジックでは電流レベルで表されることもある。

## ロジックレベル
電圧レベル、電流レベルのいずれを使用するとしても、「しきい値」がそれぞれのロジックで決まっている。しきい値より値が低い場合は "low"、高い場合は "high" と認識される。デジタル回路では、どちらとも判断されない値の範囲があり、その範囲は各部品の許容差よりも広い。回路ではその範囲を無視し、どちらともつかない結果を生じないようにする（⇒競合状態）。
電圧レベルはある程度の許容範囲があるのが普通である。例えば、0 から 2 ボルトが Low電圧、3 から 5 ボルトが High電圧とする。この場合、2 から 3ボルトは不正な電圧であり、何らかの故障のときか、ロジックの電圧レベルが変化する一瞬だけ生じる。一般に回路は完全ではないので電圧レベルの変化には時間がかかる。このような不正な電圧を検出できる回路もあるが、多くの場合、そのような電圧をランダムに 0 や 1 と認識することになる。
電圧レベルは2進整数値か 0 または 1 を表す。アクティブ High ロジック（正論理）では、Low電圧が 0 を表し、High電圧が 1 を表す。アクティブ Low ロジック（負論理）では逆に表現される。
| テクノロジ | L 電圧         | H 電圧      | 備考                        |
| ---------- | -------------- | ----------- | --------------------------- |
| CMOS       | 0V - VCC/2     | VCC/2 - VCC | VCC = 供給電圧              |
| TTL        | 0V - 0.8V      | 2V - VCC    | VCC は 4.75V - 5.25V        |
| ECL        | -1.175V - -VEE | .75V - 0V   | VEE は約 -5.2V VCC=接地電圧 |